# Metabiantes zuluanus
Metabiantes zuluanus – gatunek kosarza z podrzędu Laniatores i rodziny Biantidae.

## Występowanie
Gatunek został wykazany z dawnej prowincji Natal, w Republice Południowej Afryki.